# 連環新接龍
連環新接龍（Spider）是一種撲克牌遊戲，主要運行於自Windows ME以來的Microsoft Windows系統中。此遊戲首度出現於Windows 98的Microsoft Plus!擴充套件中。在Windows 8和Windows 8.1中，該遊戲包含於Microsoft Solitaire Collection中，並不再隨附於Windows 8和Windows 8.1，而是在Windows Store上提供下載，在Windows 10連環新接龍隨附於Microsoft Solitaire Collection。

## 功能及玩法
這個遊戲中主要有分三種難度的等級，分別是「初級」（一組花色）、「中級」（兩組花色）和「高級」（四組花色）。
連環新接龍開始時會發下104張牌，其中初級只有黑桃花色，發下8套牌；中級只有黑桃和愛心花色，發下4套牌；高級為四種花色皆有，發下兩套牌。遊戲開始時，平均分發十疊牌，每疊中只有一張牌正面朝上。左邊的四疊牌每疊六張，右邊的六疊牌則是每疊五張，其餘的牌則是放在視窗右下角的五疊牌疊中（當玩家要發一列新牌時就會用到這些牌）。
移牌的方法是將牌直接用拖曳的方式拉到另一個排疊上。移牌的規則如下：
1. 可以將牌疊最底下的任一牌移到空的牌疊。
2. 可以將牌疊最底下的牌移到牌面次高的牌上（不論其花色或顏色）。
3. 同一組花色、依數字順序排好的一堆牌，可以像一張牌般地移動（必須要將游標指在欲移動牌組的最上面的牌）。
4. 當完成一排從K到A的牌列（A在最下方，且花色需一致）之後，這組牌就會移動至下方，即算完成一排。

當已經沒有辦法繼續遊戲（即沒有可移動的牌時），可按右下角的牌疊，以發下一列牌。另外，在發新的一列牌之前，每一疊牌中都必須至少要有一張牌（即不能有空的牌疊）。
這個遊戲允許玩家復原上一個動作，除了消除一個排組時，直到Windows Vista的版本以後，就允許玩家復原任何動作了。